# Woning in de Fuchun-bergen
Woning in de Fuchun-bergen (Chinees: 富春山居圖) is een shan shui-landschap op handrol van de Chinese kunstschilder Huang Gongwang (1269–1354). Het is een van de weinige schilderijen van zijn hand die bewaard zijn gebleven en wordt gerekend tot zijn belangrijkste werken. Huang werkte er met tussenpozen van 1347 tot 1350 aan. In 1650 raakte de rol in de vlammen beschadigd en werd het in twee stukken verdeeld. Beide delen werden in 2011 voor het eerst sinds de beschadiging gezamenlijk tentoongesteld in het Nationaal Paleismuseum in Taipei.

## Beschrijving
Woning in de Fuchun-bergen beeldt het landschap van Tonglu af, een arrondissement in het noordwesten van de provincie Zhejiang. Het toont de bergen langs de noordelijke oever van de Qiantang Jiang, ook wel de Fuchun genoemd. Het eerste gedeelte is getiteld De overgebleven berg (剩山圖) en wordt bewaard in het Provinciaal Museum Zhejiang in Hangzhou. Het is 31,8 centimeter hoog, 51,4 centimeter lang en beslaat ongeveer een achtste van het totale werk. De originele schildering toont enkele heuvels aan een rivier. Aan de rol zijn een titelblad, diverse colofons en een portret van Huang bevestigd.

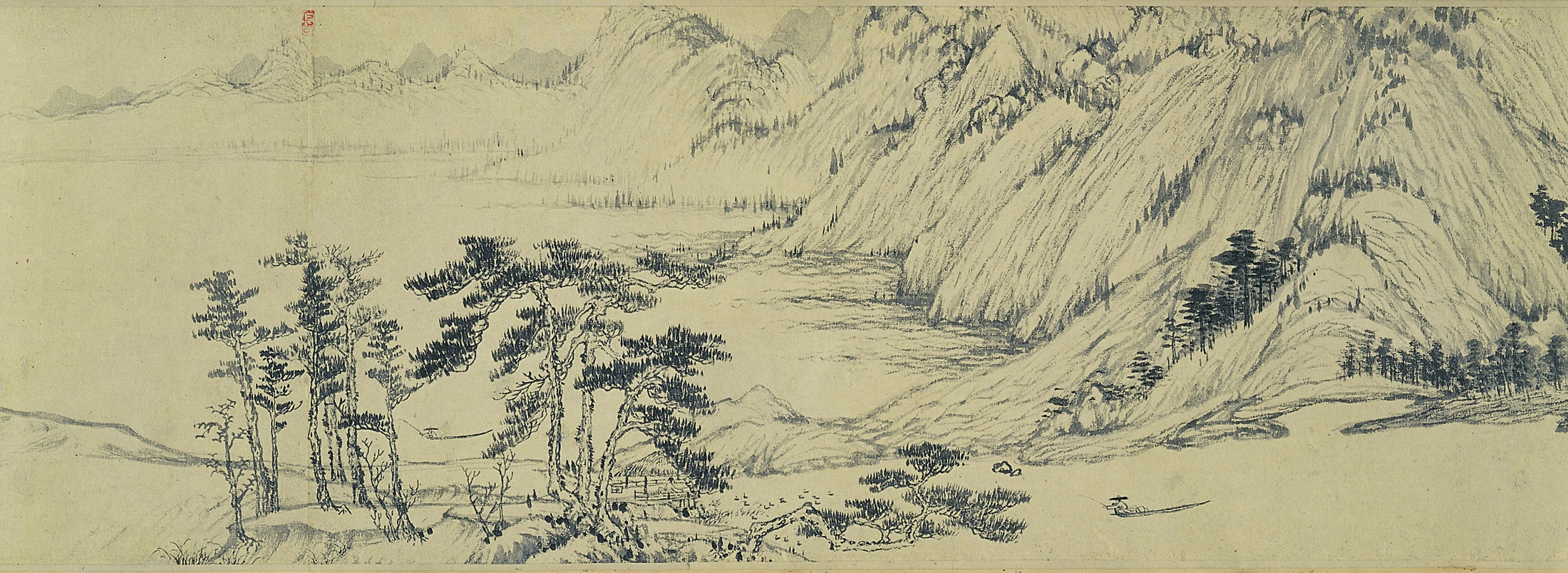
Detail met de woning

Het langste resterende gedeelte wordt De rol van Meester Wuyong (無用師卷) genoemd en behoort tot de collectie van het Nationaal Paleismuseum. Het is 33 centimeter hoog, 636,9 centimeter breed en bestaat uit zes papieren stroken die op de handrol zijn bevestigd. Het geheel sluit aan de rechterzijde aan op De overgebleven berg. Aan het begin is een dorp te zien aan de oever van een brede rivier. Aan de overzijde domineren met dennen begroeide heuvels en bergen het landschap. Links van de bergen ligt de kluizenaarswoning waarnaar het werk is vernoemd. De woning ligt aan de oever van een rivier, met links daarvan een uitgestrekt moeraslandschap. Een kegelvormige bergtop markeert het einde van de rol, met daarachter heuvels die zich tot de horizon uitstrekken.

### Thematiek
Woning in de Fuchun-bergen beeldt van rechts naar links de afwisseling van de seizoenen af. Dit is onder andere te zien aan de begroeiing van de bomen. Een woeste bergstroom voert het smeltwater van de toppen af, terwijl op het linkse gedeelte eenzame figuren op een roerloos wateroppervlak aan het vissen zijn.
In totaal telt het werk acht menselijke figuren, van wie er drie vrijwel niet als zodanig te herkennen zijn. De personen hebben geen gelaatstrekken. De kunstcriticus Jiang Xun, die het werk veertig jaar lang heeft bestudeerd, ziet hierin een referentie naar het tanend bewind van de Mongoolse Yuan-dynastie in de periode dat Huang aan het schilderij werkte. De mensen op het doek zijn louter passanten, die geen invloed op het universum kunnen uitoefenen. Het landschap straalt mogelijk de vredige rust uit die Huang ervoer toen de pijn die hij onder de Mongolen leed werd weggenomen.

### Techniek en stijl
Huang tekende eerst in lichte, natte penseelstreken de grote lijnen van de compositie, waarna hij in donkere en droge inktwassingen details aanbracht. Gebouwen en vegetatie zijn sterk vereenvoudigd weergegeven. Kenmerkend voor zijn stijl is de xieyi-techniek (寫意; 'gedachten schetsen'). Huang schilderde regelmatig over eerder aangebrachte penseelstreken heen, iets wat zeer ongebruikelijk was in zijn tijd. Hij wijzigde veel vormen en contouren en bracht boomgroepen aan op reeds gedroogde inkt. Ondanks zulke correcties straalt het landschap een serene rust uit. Dit is deels te danken aan het gebruik van lege ruimtes, vergelijkbaar met de stijl van Huangs vriend Ni Zan (1301–1374).
De stijl van Woning in de Fuchun-bergen borduurt voor op het werk van de oude shan shui-meesters Dong Yuan (ca. 934–ca. 962) en Juran (fl. 960–985). Ook vertoont het de invloed van Huangs tijdgenoot Zhao Mengfu (1254–1322), onder andere qua compositie. Net als in de landschappen van Zhao bracht Huang talrijke hoogteverschillen aan, zodat het werk extra diepte kreeg. De vrije, kalligrafische penseelvoering en expressieve stijl van het landschap weerspiegelen de literati-schilderkunst ten tijde van de Yuan-dynastie. In plaats van natuurgetrouwe afbeeldingen van de werkelijkheid waren de landschappen van de onafhankelijke
literati een pure vorm van expressie.

## Geschiedenis
De taoïstische kluizenaar Huang Gongwang was de oudste van de Vier Meesters van de Yuan-dynastie en een van de invloedrijkste vertegenwoordigers van de literati-schilderkunst. In 1347 betrok hij een woning in de bergen ten noorden van de Qiantang Jiang, waar hij de resterende jaren van zijn leven zou doorbrengen. Huang maakte meerdere schilderijen van het landschap, waaronder Woning in de Fuchun-bergen. Hij begon rond 1347 aan het werk en werkte er met tussenpozen drie tot vier jaar aan. In 1350 voltooide Huang het op 82-jarige leeftijd en schonk de rol aan zijn leerling Zheng Wuyong. Het einde van de rol bevat Huangs inscriptie, die aanvangt met de volgende woorden:

Zevende jaar van keizer Zhizheng, in de Fuchun-bergen in gezelschap van Meester Wuyong.

Verder maakt de inscriptie duidelijk dat het werk aan Zheng toebehoorde, daar deze vreesde dat anderen zich het kostbare werk zouden proberen toe te eigenen.

### Wisseling van eigenaren
Nadat Zheng was gestorven, ging het schilderij door veel handen, getuige het groot aantal toegevoegde inscripties. In het midden van de 15e eeuw kocht de kunstenaar Shen Zhou (1427–1509) de rol. Tijdens de regering van de Ming-keizer Chenghua (1464–1487) zond Shen het naar een onbekende kalligraaf voor een inscriptie. De zoon van de kalligraaf stal het werk en verkocht het. Na een aantal maal van eigenaar gewisseld te zijn, kwam de rol opnieuw op de markt. Shen kon hem niet betalen, daar de prijs aanzienlijk hoger was dan voorheen. Uit zijn geheugen maakte hij daarom een eigen versie van het landschap. Tegenwoordig behoort deze tot de bekendste kopieën van het origineel.
Kort nadat hij de kopie had gemaakt, gaf Shen Zhou deze aan een bevriend ambtenaar genaamd Fan Shunju (樊舜举). Fan kocht daarop ook het origineel en nodigde Shen uit om een inscriptie te maken. Uiterst links op de rol verhaalde Shen hoe hij zijn rol verloor en hoe deze weer werd teruggevonden.
Na Fan Shunju is het onduidelijk wie de eerstvolgende eigenaars waren. Volgens een inscriptie op de rol was het in 1570 in bezit van een zekere Tan Zhiyi (谈志伊). Sindsdien wisselde het regelmatig van eigenaar. Een van hen was de beroemde schilder en kunsttheoreticus Dong Qichang (1555–1636), die het werk op zijn laatst in 1596 in bezit kreeg. Toen hij de rol onder ogen kreeg, zei hij naar verluidt: "Mijn meester! Mijn meester!" In 1627 had Dong de rol nog steeds, maar in 1634 behoorde zij aan de regeringsfunctionaris Wu Zhengzhi (吴正志; 1618–1691). Deze schonk de rol aan zijn derde zoon Wu Hongyu (吴洪裕), een kunstverzamelaar uit Yixing. Wu rekende het tot zijn kostbaarste bezittingen en liet een apart gebouw voor de rol optrekken, Fuchun Xuan genoemd. Wu was bevriend met de kunstschilder Zou Zhilin (1610–1650), die de volgende inscriptie op het werk aanbracht:

De eigenaar en zijn schilderij zijn al tientallen jaren altijd samen. Wanneer hij gaat slapen stopt hij het onder zijn kussen. Wanneer hij gaat eten legt hij het naast zich op een stoel. Dag en nacht, waar hij ook gaat, het schilderij is altijd bij hem.

Toen Wu voor de Mantsjoes vluchtte, nam hij alleen de rol en een exemplaar van het Gedicht van de duizend tekens mee. Kort voor zijn dood in 1650 besloot Wu beide werken te verbranden. Hij hoopte ze op deze manier mee te kunnen nemen naar het hiernamaals. Wu gaf zijn neef Wu Jing'an opdracht om de rol in het vuur te gooien. Deze verwisselde het heimelijk met een ander werk, maar kon niet voorkomen dat de bedoelde rol door de vlammen werd aangetast.

### Twee delen
Het vuur had met name het eerste, meest rechtse deel van de rol aangetast. De randen zijn verbrand en later weggesneden. Het gedeelte is gescheiden van het intact gebleven deel en wordt De overgebleven berg genoemd. Tijdens de Tweede Chinees-Japanse Oorlog kwam het in het bezit van de kunstschilder Wu Hufan (1894–1968). In 1956 werd het toegevoegd aan de collectie van het Provinciaal Museum Zhejiang in Hangzhou.
Het tweede, veel langere gedeelte draagt de opdracht aan de eerste eigenaar Wuyong Zheng. Deze wordt dan ook De rol van Meester Wuyong genoemd. In de vroege Qing waren de eerste eigenaars hoge regeringsfunctionarissen als Gao Shiqi (高士奇) en Wang Hongxu (王鸿绪). Uiteindelijk kwam het in het bezit van keizer Qianlong. Hij bezat reeds een imitatie van het werk, tegenwoordig de Ziming-rol (子明卷) genoemd. Qianlong meende dat deze het origineel was en bestempeld de authentieke Woning in de Fuchun-bergen als een vervalsing. Hij toonde de Ziming-rol regelmatig aan bezoekers en nam het mee op zijn inspectiereizen. Van 1745 tot 1794 bracht
Qianlong 55 inscripties aan op elke beschikbare plaats op de rol. Het origineel draagt echter geen enkele inscriptie van zijn hand.
In 1816 werd de fout van Qianlong ontdekt en erkend dat de Ziming-rol een vervalsing was. Tijdens de Chinese Burgeroorlog eind jaren 1940 werd het origineel door de terugtrekkende troepen van Chiang Kai-shek naar Taiwan gebracht. Sinds 1965 wordt het bewaard in het Nationaal Paleismuseum. In 1973 bevestigde de kunstkenner Xu Bangda definitief dat het inderdaad het authentieke werk van Huang Gongwang is.
In 2011 leende het Provinciaal Museum Zhejiang De overgebleven berg uit aan het Nationaal Paleismuseum, ondanks de slechte verstandhouding tussen Taiwan en China. Van juni tot september werden de twee delen voor het eerst sinds ruim drieëneenhalve eeuw samen tentoongesteld. De tentoonstelling trok 847.509 bezoekers en was daarmee een van de populairste kunstvoorstellingen in dat jaar.

## Invloed
De techniek waarin Woning in de Fuchun-bergen is uitgevoerd werd door veel latere Chinese kunstschilders in de Zuidelijke School gekopieerd en doorontwikkeld. Traditionele esthetische normen kregen daarbij een ondergeschikte rol. Huangs opbouw van natte inktwassingen met expressieve droge penseelstreken is onder andere terug te zien in het werk van Wang Yuanqi (1642–1715), een van de Zes Meesters van de vroege Qing-periode. In 1699 vervaardigde hij een eigen interpretatie, getiteld De Fuchun-bergen.

## Verwijzingen
In China zijn talloze verwijzingen naar Woning in de Fuchun-bergen te vinden. Er zijn een aantal privé-appartementen naar het kunstwerk vernoemd. Ook zijn verschillende openbare ruimtes versierd met replica's van het landschap, zoals het treinstation van Fuyang en het metrostation Nationaal Kunstmuseum van China (中国美术馆站), dat op 30 december 2018 in Peking werd geopend. In de Chinese speelfilm Switch (2013) krijgt de detective Xiao Jinhan (Andy Lau) opdracht om de gestolen Woning in de Fuchun-bergen terug te vinden.

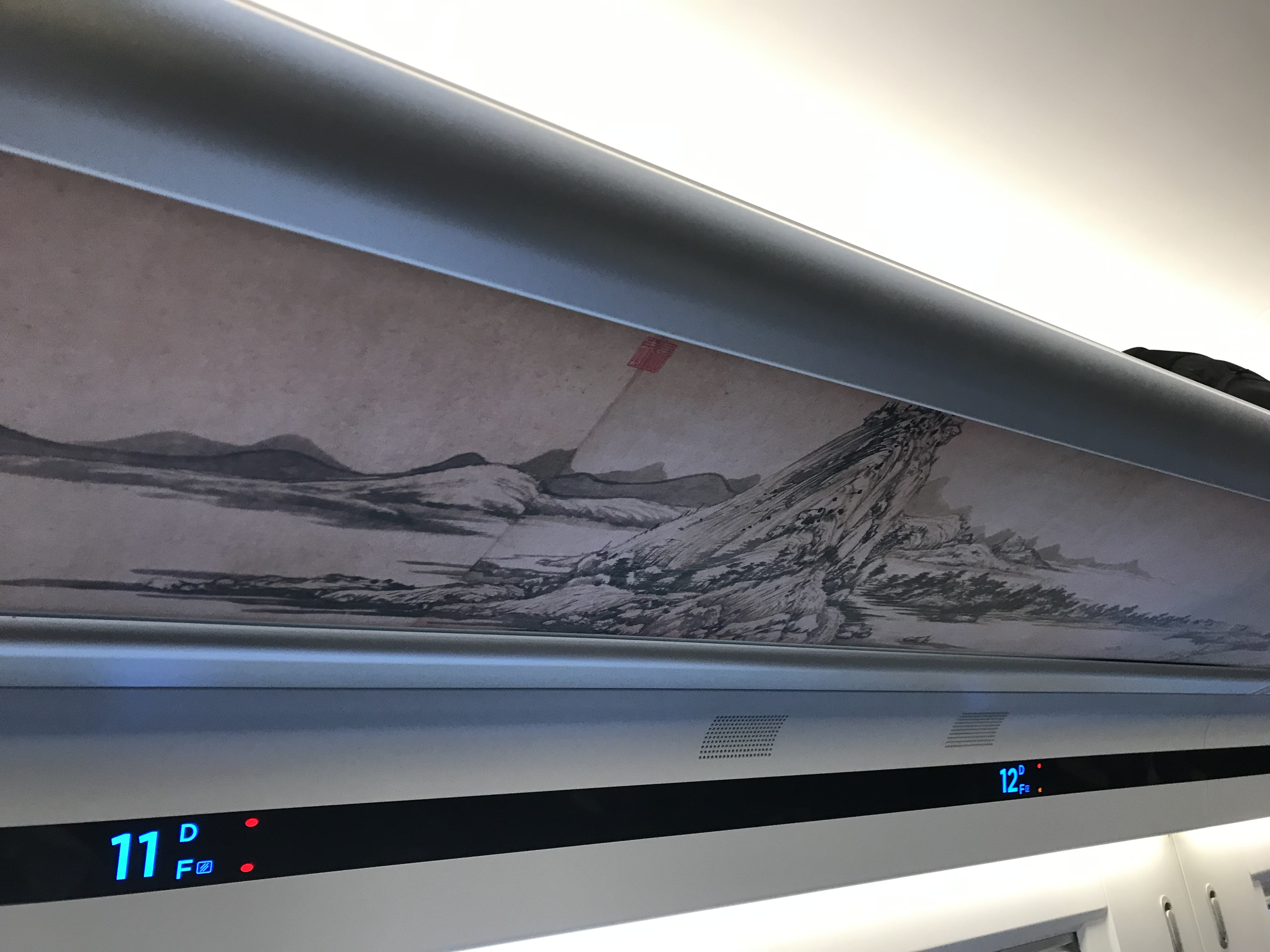
Woning in de Fuchun-bergen op het bagagerek van een Chinese trein
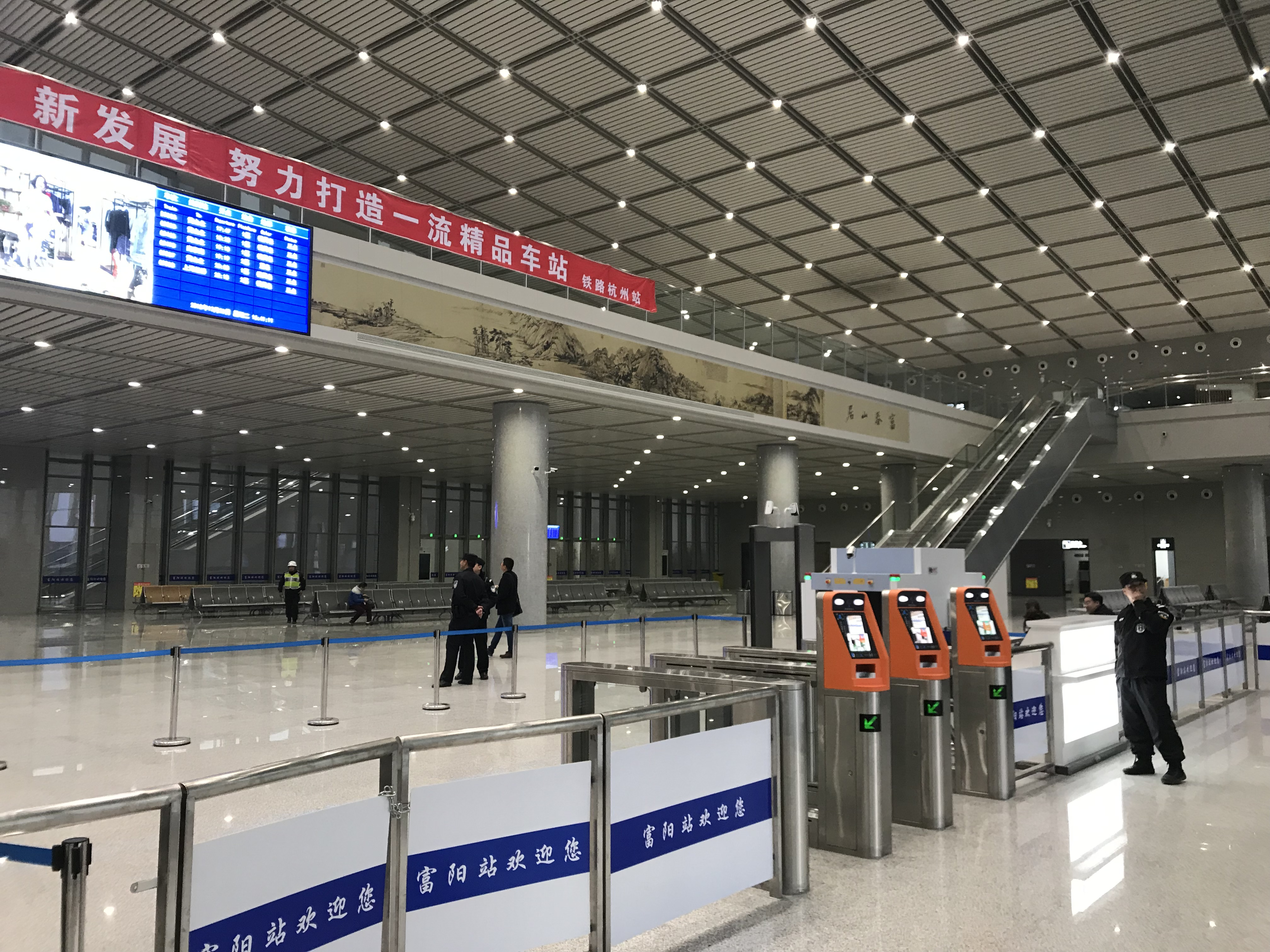
Wachtruimten van het treinstation van Fuyang